# Општина Слобозија Моара (Дамбовица)
Слобозија Моара (рум. Slobozia Moara) општина је у Румунији у округу Дамбовица.
Oпштина се налази на надморској висини од 127 m.